# 有病制作
有病制作為台灣獨立遊戲開發團隊。2017年9月，創辦人劉子勤及其团队成立有病制作所股份有限公司。

## 有病歷史及重大事件
- 2016年1月1日：《我滿懷希望的有病信仰：創神計畫》募資專案上線[1]；
- 2017年4月7日：《我滿懷業障的有病桌遊》募資開始[2]；
- 2017年9月：有病制作所股份有限公司成立；
- 2017年11月21日：第一次對外擴編[3]；
- 2018年8月13日：《我滿懷惡意的有病解謎》募資專案上線[4]。

## 作品列表
| 作品名稱                   | 作品類型          | 上架或發售日期                                                                                        |
| -------------------------- | ----------------- | --- |
| 我滿懷青春的有病測驗       | 手機遊戲          | Android：2014年8月14日；iOS：2014年11月14日                                                           |
| 我滿懷希望的有病信仰       | 手機遊戲          | Android：2016年10月21日；iOS：2016年10月26日                                                          |
| 我滿懷業障的有病桌遊       | 桌上遊戲          | 2017年6月                                                                                             |
| 我滿懷奇遇的有病日常       | 小說、廣播劇      | 2018年1月                                                                                             |
| 我滿懷惡意的有病解謎       | 手機遊戲+實體道具 | 試玩版：Android：2018年8月15日；iOS：2018年8月20日 正式版：Android：2019年1月11日；iOS：2019年1月17日 |
| 病病神社建造中             | 手機遊戲          | Android：2019年9月25日；iOS：2019年10月2日                                                            |
| 我滿懷歧異的意識代碼       | 手機遊戲+實體卡片 | 試玩版：2021年1月 正式版：2022年夏                                                                    |
| Gang Start：異世界極道傳說 | 手機遊戲          | 上市：2022年6月29日                                                                                   |

## 代表角色
- 兔兔 － 初登場為《我滿懷青春的有病測驗》。戴著粉紅色兔子頭套、身穿水手服和百褶裙的神秘人物。有時會以「林周罵」自稱，思想跳躍、常常說出讓人聽不懂的話，身體擁有驚人的回復力。和貓貓同為自在天的神使。
- 貓貓 － 初登場為《我滿懷希望的有病信仰》。頭戴灰黑色貓咪頭套、身穿藍色連身裙的少女。沒辦法說話，個性相較兔兔更溫柔穩重。常常懲罰胡鬧的兔兔，但兩人的感情還是很好。和兔兔同為自在天的神使。
- 自在天 － 初登場為《我滿懷希望的有病信仰》。有著白色的中分長髮和蒼白的膚色，兔兔和貓貓所信仰的神明。生日為《創神計畫》募資公開的2016年1月1日。

## 外部連結
- 有病制作的Facebook專頁 （页面存档备份，存于）
- DAMNWORLD線上商店 （页面存档备份，存于）
- 有病制作兔兔與貓貓的Instagram帳戶
- 有病制作的plurk帳戶
- 有病制作的LINE Store之一 （页面存档备份，存于）
- 有病制作的LINE Store之二 （页面存档备份，存于）